# Carta dei preti
La Carta dei preti del 7 ottobre 1370 fu una convenzione stipulata tra sei cantoni della vecchia Confederazione svizzera degli otto cantoni (Zurigo, Lucerna, Zugo, Uri, Svitto e Untervaldo). Glarona e Berna non fecero parte del patto.
Nella Carta dei preti per la prima volta i cantoni si identificarono come unità territoriale, parlando di "nostra Confederazione" (unser Eydgnoschaft). La convenzione prescriveva agli ecclesiastici abitanti nei territori convenzionati di giurare obbedienza all'autorità locale. Fu così proibito loro di rivolgersi a tribunali stranieri o ecclesiastici, fatta eccezione per cause matrimoniali ed ecclesiali. Inoltre fu vietata la faida e i cantoni si impegnarono a mantenere la pace sulla strada da Zurigo al passo del San Gottardo.
La causa immediata per la stipulazione della convenzione fu un fatto accaduto a Zurigo, dove il prevosto della cattedrale (Grossmünster), Bruno Brun, catturò illegalmente lo scoltetto (borgomastro cantonale) di Lucerna Petermann von Gundoldingen. Il prigioniero fu liberato e Brun fu bandito, ma il prelato, al servizio degli Asburgo, si rifiutò di riconoscere la giurisdizione del tribunale secolare di Zurigo e invocò la protezione austriaca.
La Carta dei preti segnò il passaggio in Svizzera al principio di territorialità del diritto. Nella tradizionale storiografia svizzera, insieme alla Convenzione di Sempach del 1393 e alla Convenzione di Stans del 1481, la Carta dei preti è considerata uno dei patti fondamentali nella transizione della Confederazione da semplice sistema di alleanze regionali a stato.